# Sperkhóyia
Sperkhóyia är en ort i Grekland.   Den ligger i prefekturen Messenien och regionen Peloponnesos, i den södra delen av landet, 180 km sydväst om huvudstaden Aten. Sperkhóyia ligger 38 meter över havet och antalet invånare är 1 004.
Terrängen runt Sperkhóyia är varierad. Havet är nära Sperkhóyia söderut. Runt Sperkhóyia är det ganska tätbefolkat, med 214 invånare per kvadratkilometer. Närmaste större samhälle är Kalamata, 5,1 km sydost om Sperkhóyia. == Kommentarer ==
1. ↑  Framräknat ur variansen i alla höjduppgifter (DEM 3") från Viewfinder Panoramas, inom 10 km radie.[2] Mer om algoritmen finns här: Användare:Lsjbot/Algoritmer.